# Minnie (álbum)
Minnie é o quinto e último álbum de estúdio (não contando um lançamento póstumo do ano seguinte) de Minnie Riperton. Ela morreu de câncer dois meses após de seu lançamento. Foi também o primeiro álbum para a Capitol Records da discografia de Minnie (antes na Epic Records), que é atualmente da Sony/BMG.
Com um novo contrato de gravação e a garantia do selo de prioridade de marketing e promoção, Minnie foi para o estúdio para trabalhar no que seria seu último álbum. Com seu marido Richard Rudolph e os músicos Keni St. Lewis, Gene Dozier, Randy Waldman, Marlo Henderson & Bill Thedford contribuindo com algumas músicas, o álbum serviu como declaração final de Minnie para o mundo da música e fãs.

## Faixas
1. "Memory Lane" (Minnie Riperton, Richard Rudolph, Keni St. Lewis, Gene Dozier) – 4:23
2. "Lover and Friend" (Riperton, Rudolph, Lewis, Dozier) – 4:13
3. "Return to Forever" (Rudolph, Randy Waldman) – 4:07
4. "Dancin' & Actin' Crazy" (Rudolph, Waldman) – 6:03
5. "Love Hurts" (Riperton, Rudolph, Marlo Henderson) – 3:35
6. "Never Existed Before" (Riperton, Rudolph, Bill Thedford) – 4:17
7. "I'm a Woman" (Riperton, Rudolph, Thedford) – 4:00
8. "Light My Fire" (Jim Morrison, Ray Manzarek, Robby Krieger, John Densmore) – 5:09